# Guy Lehideux
Pour les articles homonymes, voir Lehideux.
Guy Lehideux, né le 23 avril 1944 à Auxerre, est un scénariste et un dessinateur de bande dessinée français. Il signe parfois sous le nom de Marien Puisaye.

## Œuvre

### Albums
- Akim, Aventures et Voyages, collection Mon journal

285. La Danse du feu, scénario de Guy Lehideux, Fred Baker et Roberto Renzi, dessins de Guy Lehideux, Colin Page et Augusto Pedrazza, 1971
545. Le Dieu de la mort, scénario de Guy Lehideux, Robin Wood, Roberto Renzi et Tom Tully, dessins de Guy Lehideux, Augusto Pedrazza, Alberto Salinas et Mike Western, 1982
- Akim Color, Aventures et Voyages, collection Mon journal

33. La Ville morte, scénario de Guy Lehideux et Roberto Renzi, dessins de Guy Lehideux et Augusto Pedrazza, 1970
35. Kar mène la bataille, scénario de Guy Lehideux et Roberto Renzi, dessins de Guy Lehideux et Augusto Pedrazza, 1970
44. Attaque nocturne, scénario de Guy Lehideux et Roberto Renzi, dessins de Guy Lehideux et Augusto Pedrazza, 1971
61. L'Île en flamme, scénario de Guy Lehideux, Roberto Renzi et Frank Pepper, dessins de Guy Lehideux, Augusto Pedrazza, Geoff Campion et Reg Bunn, 1972
- Les Armées blanches, scénario de Guy Lehideux, dessins de Hadi Temglit, Éditions du Triomphe, collection Le vent de l'Histoire, 2008  (ISBN 978-2-84378-321-0)

- Avec Charette, scénario de Guy Lehideux, dessins de Bernard Capo, Éditions du Triomphe, collection Le vent de l'Histoire, 1996  (ISBN 2-909811-26-3)
- Avec Guy de Larigaudie - Sur les chemins de l'aventure, scénario de Guy Lehideux et Louis-Bernard Koch, dessins de Charlie Kiéfer, Éditions du Triomphe, collection Le vent de l'Histoire, 1999  (ISBN 2-84378-053-5)
- Avec Jean-Paul II, scénario de Guy Lehideux et Louis-Bernard Koch, dessins de Dominique Bar, Éditions du Triomphe, collection Le vent de l'Histoire,

1. Karol Wojtyla, de Cracovie à Rome, 2002  (ISBN 2-84378-195-7)
2. L'infatigable pèlerin, 2003  (ISBN 2-84378-208-2)
3. … et Benoît XVI : La succession, 2008  (ISBN 978-2-84378-280-0)

- Bonaparte, scénario de Reynald Secher et Guy Lehideux, dessins de Charlie Kiéfer, R.S.E.

1. Général Vendémiaire 1768-1804, 2006  (ISBN 2-912064-27-9)

- Capt'ain Swing, Aventures et Voyages, collection Mon Journal

58. L'Îlot maudit, scénario et dessins de Guy Lehideux, EsseGesse et Mario Sbattella, 1971
68. Le Trésor du fantôme, scénario et dessins de Guy Lehideux et EsseGesse, 1972
78. Le Fils du pendu, scénario et dessins de Guy Lehideux et EsseGesse, 1972
88. La Fosse de l'épouvante, scénario et dessins de Guy Lehideux, EsseGesse, Mario Sbattella et Vicar, 1973
- De Gaulle - Un Destin pour la France, scénario de Guy Lehideux, dessins de Jean-Marie Cuzin, Éditions du Signe, 2010  (ISBN 978-2-7468-2426-3)
- Les Invalides, scénario de Guy Lehideux, dessins de Philippe Glogowski, Éditions du Signe, collection Des Monuments - Des Hommes, 2011  (ISBN 978-2-7468-2504-8)
- Jeanne de France, scénario de Guy Lehideux, dessins de Charlie Kiéfer, Éditions du Triomphe, collection Le vent de l'Histoire, 2006  (ISBN 2-84378-291-0)
- Louis XIV le Roi-Soleil, scénario de Guy Lehideux et Reynald Secher, dessins de Ray Saint-Yves, R.S.E.

1. De la Fronde à la monarchie absolue, 2005  (ISBN 2-912064-24-4)

- Le Mur - Berlin 1961-1989, scénario de Guy Lehideux, dessins de Didier Chardez, Éditions du Triomphe, collection Le Vent de l'Histoire, 2009  (ISBN 978-2-84378-360-9)
- Nicolas Barré - Contre vents et marées, scénario de Guy Lehideux, dessins de Dominique Bar, Éditions du Triomphe, 2012  (ISBN 978-2-84378-440-8)
- Pardonne-moi Natacha, scénario de Guy Lehideux d'après l'autobiographie éponyme de Sergei Kourdakov, dessins de Hadi Temglit, Éditions du Triomphe, collection Le Vent de l'Histoire, 2010  (ISBN 978-2-84378-361-6)
- Pirates, Aventures et Voyages, collection Mon journal

39. Les Flibustiers du grand Nord !, scénario et dessins de Guy Lehideux, 1970
- Saint Benoît - Messager de la paix, scénario de Guy Lehideux, dessins de Dominique Bar, Éditions du Triomphe, 2010  (ISBN 978-2-7468-2326-6)
- Trophée, Aventures et Voyages, collection Mon journal

5. Trophée 5, scénario de Guy Lehideux et Georges Forrest, dessins de Guy Lehideux et Barrie Mitchell, 1972
6. Trophée 6, scénario de Guy Lehideux et Mario Basari, dessins de Guy Lehideux, Barrie Mitchell et Ruggero Giovannini, 1972
8. Trophée 8, scénario de Guy Lehideux, Mario Basari, Ken Mennell, Christopher Lowder et Dopi, dessins de Guy Lehideux, Barrie Mitchell, Ruggero Giovannini et Francisco Solano López, 1972
11. Trophée 11, scénario de Guy Lehideux et Mario Basari, dessins de Guy Lehideux, Barrie Mitchell, Ruggero Giovannini et Francisco Solano López, 1973
- Verdun, scénario de Reynald Secher et Guy Lehideux, dessins de Jean-Claude Cassini, R.S.E., collection Mémoire Du Futur, 2008  (ISBN 2-912064-29-5)
- Whipii !, Aventures et Voyages, collection Mon journal

53. Konnan Joe - Jack le noir, scénario et dessins de Guy Lehideux, 1973
- L'Aventurier de Dieu - Werenfried van Straaten, scénario de Dominique Bar, dessins de Guy Lehideux, Éditions du Triomphe, 2004  (ISBN 2-84378-210-4)
- Henri IV le Roi soldat - Du royaume de Navarre au royaume de France, scénario de Raphaël Schierer, dessins de Guy Lehideux et Ray Saint-Yves, R.S.E., 2010  (ISBN 2-912064-35-X)
- La Légion, scénario de Guy Lehideux sous le nom de Marien Puisaye, dessins de Philippe Glogowski, Éditions du Triomphe

1. Camerone, 2002  (ISBN 2-84378-182-5)
2. Bir-Hakeim, 2003  (ISBN 2-84378-207-4)
3. Diên Biên Phu, 2004  (ISBN 2-84378-233-3)
4. Kolwezi, 2005  (ISBN 2-84378-253-8)